# Tayfun Aksoy
Tayfun Aksoy (* 11. März 1994 in Brüssel) ist ein belgisch-türkischer Fußballspieler.

## Karriere

### Verein
Aksoy kam als Sohn türkischer Einwanderer in Brüssel auf die Welt und erlernte hier das Fußballspielen in der Jugend diverser Amateurvereine.
Zur Saison 2012/13 wechselte er vom belgischen Verein RSC Anderlecht in die türkische TFF 1. Lig zu Adanaspor. Im März 2014 wurde sein Vertrag mit Adanaspor wieder aufgelöst.
Zur Saison 2015/16 heuerte er beim Zweitligisten Elazığspor an und verließ diesen im März 2016 ohne Pflichtspieleinsatz vorzeitig.

### Nationalmannschaft
Aksoy spielte für die türkische U-16-, U-17- und die U-18-Nationalmannschaft.